# Sidi Ifni-Nou Alacant
Sidi Ifni-Nou Alacant és un barri de la ciutat d'Alacant, conegut simplement per Nou Alacant. Format per un total de 4.941 habitants (2.483 homes i 2.458 dones), segons el cens de l'any 2022. Aquesta zona està delimitada pels barris de la Verge del Carme i les Quatre-centes Vivendes al nord, les Carolines Altes al sud, el Garbinet a l'est, i Altossano-Conde Lumiares a l'oest. El seu codi postal és el 03009.